# Metalimnophila greyana
Metalimnophila greyana là một loài ruồi trong họ Limoniidae. Chúng phân bố ở miền Australasia.